# Brandon Auret
Brandon Auret (* 27. Dezember 1972 in Johannesburg) ist ein südafrikanischer Schauspieler und Filmproduzent. Er besitzt auch die US-amerikanische Staatsbürgerschaft.

## Leben
Seit 1998 ist Auret als Schauspieler tätig. Er spielt in internationalen und nationalen Filmproduktionen mit und mimt Neben-, aber auch Hauptrollen. Er wirkte auch in sogenannten B-Movies wie Planet of the Sharks, Empire of the Sharks, oder 6-Headed Shark Attack oder in Kurzfilmen wie Rakka mit. Er ist Mitinhaber und Produzent der Rundfunk- und Filmproduktionsfirma A Breed Apart Pictures.

## Filmografie
- 1998: Isidingo (Fernsehserie)
- 2006: Catch a Fire
- 2006: Angel's Song (Fernsehserie)
- 2006–2007: One Way (Fernsehserie, 22 Episoden)
- 2008: Hansie: A True Story
- 2008: Swop!
- 2009: Wildes Herz Afrika (Wild at Heart) (Fernsehserie, 2 Episoden)
- 2009: Hond se Dinges
- 2009: District 9
- 2010: The Race-ist
- 2010: Night Drive – Hyänen des Todes (Night Drive)
- 2011: Expiration
- 2013: Durban Poison
- 2013: Elysium
- 2013: Con Game – Kenne deine Feinde (iNumber Number)
- 2013: Tanks and Bicycles (Kurzfilm)
- 2014: Outpost 37 – Die letzte Hoffnung der Menschheit (Outpost 37)
- 2014: Prime Circle: Doors (Kurzfilm)
- 2015: Chappie
- 2015: Tiger House
- 2015: Tremors 5 – Blutlinien (Tremors 5: Bloodlines)
- 2015: The Message (Fernsehfilm)
- 2016: Sober Companion (Fernsehserie)
- 2016: Planet of the Sharks (Fernsehfilm)
- 2017: Broken Darkness
- 2017: Rakka (Kurzfilm)
- 2017: Double Echo
- 2017: Empire of the Sharks (Fernsehfilm)
- 2017: Blood Drive (Fernsehserie, 4 Episoden)
- 2017: Siembamba
- 2018: Samson – Der Auserwählte, Der Verratene, Der Triumphator (Samson)
- 2018: Mia und der weiße Löwe (Mia et le lion blanc)
- 2018: 6-Headed Shark Attack (Fernsehfilm)
- 2018: Scorpion King: Das Buch der Seelen (The Scorpion King: Book of Souls)
- 2018: Dead in the Water (Fernsehfilm)
- 2019: Inside Man: Most Wanted
- 2020: Still Breathing 2020: BBZEE Films (Fernsehserie)
- 2020: Still Breathing (Fernsehserie)
- 2020: The Last Days of American Crime
- 2020: Rogue
- 2022: Redeeming Love
- 2023: Rebel Moon – Teil 1: Kind des Feuers (Rebel Moon – Part One: A Child of Fire)